# Stružná
Stružná (jusqu'en 1949 : Kysibl ; en allemand : Gießhübel) est une commune du district et de la région de Karlovy Vary, en République tchèque. Sa population s'élevait à 581 habitants en 2020.

## Géographie
Stružná se trouve à 11 km au sud-est de Karlovy Vary et à 103 km à l'ouest de Prague.
La commune est limitée par Andělská Hora au nord, par la zone militaire de Hradiště à l'est, par Bochov au sud et par Pila à l'ouest.

## Histoire
La première mention écrite de la localité date de 1378.

## Administration
La commune se compose de cinq quartiers :
- Horní Tašovice
- Nová Víska
- Peklo
- Stružná
- Žalmanov